# Der Henker saß am Tisch
Der Henker saß am Tisch (Originaltitel: 711 Ocean Drive) ist ein US-amerikanischer Kriminalfilm aus dem Jahr 1950 von Joseph M. Newman, der zum Subgenre des Film noir gezählt wird. Der Film wurde von Essaness Pictures produziert.

## Handlung
Lieutenant Wright und sein Partner vom Los Angeles Police Department sind auf dem Weg nach Las Vegas, um dort Mal Granger wegen Mordes festzusetzen. Auf der Fahrt rekapitulieren sie Grangers Fall.
Granger arbeitet für eine Telefongesellschaft und gibt sein schmales Gehalt für Pferdewetten aus. Sein Buchmacher Chippie Evans schlägt vor, dass Granger sein technisches Know-how gewinnbringend einsetzt und mit dem Rennbahnbesitzer Vince Walters zusammenarbeitet. Walters versorgt die Buchmacher mit den Rennergebnissen direkt von der Rennbahn. Walters will sein Geschäft nach Kalifornien ausweiten und bietet Granger ein gutes Gehalt, wenn der ihm ein elektronisches Gerät zum Wettbetrug installiert. Walters Sekretärin Trudy Maxwell ist ein weiterer Grund, warum Granger das Angebot akzeptiert.
Walters Organisation wird von Lieutenant Wright beobachtet. Die sich ändernden Wettquoten werden durch Grangers Hilfe sofort an Walters übermittelt. Granger kann die von ihm entwickelten Geräte immer genauer einstellen. Als Trudy eines Tages festgenommen wird, drängt Granger auf eine Partnerschaft mit Walters. Walters wird von einem Gangmitglied erschossen, Granger übernimmt die Organisation.
Grangers Erfolg macht ein Syndikat an der Ostküste auf ihn aufmerksam. Larry Mason und seine Frau Gail unterbreiten Granger ein Angebot. Auf Geheiß des Syndikatbosses Carl Stephans flirtet Gail mit Granger und bringt ihn dazu, dem Syndikat beizutreten. Das Syndikat verlangt Schutzgeld von den Buchmachern. Die mittlerweile freigekommene Trudy klärt Granger auf, dass das Syndikat ihn betrüge. Granger, in Gail verliebt, will mit dieser die Flucht ergreifen. Larry Mason verhindert die Flucht, indem er Gail zusammenschlägt. Erbost heuert Granger den Killer Gizzi an, der Mason töten soll, doch Gizzi versucht stattdessen, Granger zu erpressen und wird daraufhin von diesem überfahren und getötet.
Um sich ein Alibi zu verschaffen, installiert Granger ein Gerät und ruft Wright an. Durch das Gerät wird die Polizei getäuscht, weil sie annimmt, dass er aus Palm Springs anruft. Wright kann durch eine genaue akustische Untersuchung des Anrufes feststellen, dass das Alibi falsch ist.
Mit Gail und Chippie versucht Granger das Syndikat zu betrügen. Doch das Syndikat kommt auf Grangers Spur in Las Vegas. Wright hat unterdessen herausgefunden, dass Gizzi mit Grangers Auto ermordet wurde. Granger und Gail erfahren, dass das Syndikat Chippie ermorden ließ. Am Boulder Dam (heute Hoover Dam) werden die beiden vom Syndikat und auch von der Polizei gestellt. Es kommt zu einer Schießerei, bei der Gail ums Leben kommt. Am Ende wird Granger verhaftet.

## Produktion
Gedreht wurde in Los Angeles (u. a. Sunset Boulevard, Los Angeles City Hall), Hollywood, Las Vegas (u. a. Fremont Street), Malibu, Palm Springs sowie am Hoover Dam (zum Zeitpunkt der Dreharbeiten Boulder Dam).
In einem Artikel der Los Angeles Times vom 15. Juni 1950 gab Produzent Seltzer an, bei einer Anhörung von einem Untersuchungsausschuss für organisiertes Verbrechen mitgeteilt zu haben, dass seine Filmcrew unter Druck gesetzt wurde, die Produktion zu stoppen. Spieler aus Las Vegas seien verärgert über die Darstellung des komplizierten Verfahrens des Past Postings (auch als Late Betting bekannt), der Versuch eines Spielers, Wetten zu platzieren, obwohl das Ergebnis bereits bekannt ist. Außerdem gab Seltzer an, dass er 77.000 Dollar für den Nachbau von Drehorten, an denen die Crew nicht filmen konnte, aufwenden musste. Zudem waren fünf Beamte der Polizei von Los Angeles abgestellt worden. Am 18. Juni 1950 wies die Handelskammer von Las Vegas Seltzers Klage zurück. Die Kammer mahnte, die Klageschrift zu überarbeiten und Falschangaben zu eliminieren.

## Stab und Besetzung
Perry Ferguson war der Art Director, Howard Bristol der Szenenbildner. Die Kostüme stammten von Odette Myrtil. Emil Newman war der musikalische Direktor.
In kleinen nicht im Abspann erwähnten Nebenrollen treten George DeNormand, Bert Freed, Hank Mann, Cleo Moore und Walter Sande auf.

## Synchronisation
| Rolle         | Schauspieler     | Deutscher Synchronsprecher |
| ------------- | ---------------- | -------------------------- |
| Mal Granger   | Edmond O’Brien   | Wolf Martini               |
| Gail Mason    | Joanne Dru       | Sigrid Lagemann            |
| Carl Stephans | Otto Kruger      | Siegfried Schürenberg      |
| Vince Walters | Barry Kelley     | Walther Suessenguth        |
| Larry Mason   | Don Porter       | Friedrich Joloff           |
| Lt. Wright    | Howard St. John  | Erich Fiedler              |
| Gizzi         | Robert Osterloh  | Gerd Martienzen            |
| Chippie Evans | Sammy White      | Alfred Balthoff            |
| Mandel Weiss  | Sidney Dubin     | Herbert Weißbach           |
| Steve Marshak | Bert Freed       | Alexander Welbat           |
| Rocco         | Charles La Torre | Erich Poremski             |
| Mechaniker    | Walter Sande     | Dietrich Frauboes          |

## Veröffentlichung
Die Premiere des Films fand am 4. Juli 1950 statt. In der Bundesrepublik Deutschland kam er, um 16 Minuten gekürzt, am 23. September 1955 in die Kinos, in Österreich im Januar 1957.

## Kritiken
Das Lexikon des internationalen Films schrieb: „Leidlich spannender Gangsterfilm mit konfuser Handlung, der allenfalls durch einige gute Milieu-Studien der Pferderennen in Kalifornien auffällt.“
Bosley Crowther von der The New York Times nannte den Film eine bescheidene Produktion, die nicht mehr als ein durchschnittlicher Krimi mit einigen farbigen aber vagen Einwürfen sei.
Virginia Graham vom The Spectator beschrieb ihn als inkoherentes Nervenbündel mit viel Doppelspiel und unverständlichem Gerede über Elektronik.